# Timbaland Presents Shock Value II
Timbaland Presents Shock Value II er et album med Timbaland udgivet 4. december 2009.
Albummet indeholdt følgende sange:
1. Intro
2. Carry Out
3. Lose Control
4. Meet In Tha Middle
5. Say Something
6. Tomorrow In The Bottle
7. We Belong To The Music
8. Morning After Dark
9. If We Ever Meet Again
10. Can You Feel It
11. Easy Off The Liquor
12. Undertow
13. Timothy Where You Been
14. Long Way Down
15. Marchin On
16. The One I Love
17. Symphony